# Edward Hawkins
Edward Hawkins (Bath, 27 febbraio 1789 – Rochester, 18 novembre 1882) è stato un presbitero britannico anglicano, per lungo tempo rettore dell'Oriel College a Oxford e considerato un impegnato oppositore del Movimento di Oxford fin dai suoi inizi nel suo college.

## Biografia
Edward Hawkins nacque a Bath il 27 febbraio del 1789. Era il figlio più anziano di Edward Hawkins, in seguito vicario di Bisley nel Gloucestershire e rettore di Kelston nel Somerset. Caesar Henry Hawkins and Francis Hawkins erano i suoi fratelli. Dopo aver passato quattro anni circa a scuola ad Elmore, Edward fu mandato alla Merchant Taylors' School di Northwood nel febbraio del 1801. Suo padre morì nel 1806 lasciando una vedova con dieci figli, ed Edward fu uno dei suoi esecutori testamentari. Nel 1811 si laureò con una doppia prima classe. Nel 1812 divenne tutor del suo college, e nel 1813 fu eletto fellow di Oriel.
Con Edward Copleston, John Davison, Richard Whately e John Keble tra i suoi fellows, Oriel fu a quel tempo un college rispettabile. Hawkins rimase lì, prima come fellow e poi come rettore, per più di sessant'anni. Fu tutor per alcuni mesi del Visconte Caulfeild, figlio di Francis Caulfeild, II conte di Charlemont, e stette a Parigi al tempo della fuga di Napoleone dall'Elba nel 1815, lasciando la città nella mattina del giorno in cui Napoleone entrò, il 20 marzo. Dal 1813 al 1828 fu vicario di St.Mary's ad Oxford. Lì introdusse il sermone parrocchiale domenicale, reso famoso sotto il suo successore, John Henry Newman. Hawkins fu predicatore scelto per l'università nel 1820, 1825, 1829 e nel 1842, e predicatore a Whitehall nel 1827 e nel 1828.
Il 2 febbraio 1828 Hawkins fu nominato dai fellows rettore di Oriel, in successione a Copleston che era stato nominato vescovo di Llandaff. La scelta stava tra Hawkins e Keble, il cui Christian Year era appena stato pubblicato; e l'elezione di Hawkins fu molto dovuta al supporto di Edward Pusey e Newman, a quel tempo nel college. Newman in quel periodo era intimo di Hawikins. Con il rettorato giunse un canonicato alla Cattedrale di Rochester e la rendita di Purleigh nell'Essex. Dal 1847 al 1861 Hawkins fu il primo professore decano di esegesi della Sacra Scrittura d'Irlanda ad Oxford.
Come Rettore non era a suo agio con i laureati, e nelle sue relazioni con il fellowship era geloso della sua autorità. Nel 1831 i tre tutors Newman, Richard Hurrell Froude e Robert Wilberforce, desideravano di compiere alcuni cambiamenti nel sistema tutoriale, ma Hawkins li bloccò, e i tre tutor rassegnarono le loro dimissioni. Hawkins fece degli sforzi per rimpiazzarli leggendo egli stesso e convincendo Renn Dickinson Hampden ad assisterlo. Ma il College sembra non aver recuperato abbastanza la perdita dei tre tutors. In quanto membro del vecchio Hebdomadal Board (consiglio settimanale), abolito nel 1854, Hawkins esercitò un'ampia influenza nell'Università. Fu inizialmente un riformatore, ma alla fine impedì ogni cambiamento. Parteggiò per Hampden al tempo della sua nomina al Regius Professorship of Divinity nel 1836, e si oppose al movimento trattariano. Quando nel febbraio 1841, i capi dei colleges proposero una sentenza di condanna del Tract 90, per diventare famoso, ad Hawkins fu commissionata la stesura del documento; e per molti anni la sua vita fu inasprita dalla lotta con i trattariani.
Fu uno dei capi dei colleges che non fornirono informazione ufficiale ai commissari universitari nominati nel 1850; ma quando, nel 1854, un nuovo ordine di cose fu stabilito sia nel college che nell'university, egli lo accettò. Nel 1874 un vice-rettore fu nominato ad Oriel tramite una petizione di Hawkins alla Corona, e Hawkins, all'età di 85 anni, alla fine lasciò Oxford. Si ritirò nella sua casa nei dintorni di Rochester. Protestà invano nel 1875 contro il prossimo distaccamento del canonicato a Rochester dal rettorato di Oriel, e nel 1879 indirizzò un memoriale ai commissari dell'Università di Oxford contro l'abolizione ad Oriel della necessità per tutti i fellows, eccetto tre, di essere dei consacrati. Morì, dopo alcuni giorni di malattia, il 18 novembre 1882, a 93 anni, e fu sepolto nel cimitero della cattedrale di Rochester.

## Opere
Il 31 maggio 1818 predicò dal pulpito dell'università un sermone che divenne ben noto. La sostanza del sermone fu pubblicata nel 1819, e fu ristampata ad opera della Christian Knowledge Society nel 1889, con il titolo, A Dissertation upon the Use and Importance of Unauthoritative Tradition. Newan, che come studente universitario l'ascoltò predicata, la menzionò nella sua Apologia Pro Vita Sua:
(Newman, pp. 29-30)
Hawkins dopociò trattò lo stesso tema più ampiamente nel suo Bampton Lectures (1840) sotto il titolo, An Inquiri into the connected Uses of the principal means of attaining Christian Truth; essendo queste le Scritture e la Chiesa, la ragione umana e la grazia illuminante.
Hawkins curò le opere poetiche di John Milton, con note, e Newton's life of the poet, 4 voll, Oxford 1824. Pubblicò anche numerosi sermoni, inclusi:
- The Duty of Private Judgment, Oxford, 1838;
- The Province of Private Judgment and the Right Conduct of Religious Inquiry, 1861; and
- The Liberty of Private Judgment within the Church of England, 1863.

Altre opere sono:
- Discourses upon some of the Principal Objects and Uses of the Historical Scriptures of the Old Testament, Oxford, 1833.
- A Letter ... upon the Oaths, Dispensations, and Subscription to the XXXIX Articles, &c., 1835.
- The Duty and the Means of Promoting Christian Knowledge without Impairing Christian Unity, Londra, 1838.
- The Apostolical Succession, Londra, 1842.
- The Nature and Obligation of Apostolic Order, London, 1842.
- Sermons on the Church, Londra, 1847.
- A Manual for Christians; designed for their Use at any time after Confirmation, Oxford, 1826, che ebbe alla fine sette edizioni prima del 1870.
- Sermons on Scripture Types and Sacraments, Londra, 1851.
- The Duty of Moral Courage, Oxford, 1852.
- A Letter ... upon the Future Representation of the University of Oxford, Oxford, 1853.
- A Letter ... upon a Recent Statute ... with Reference to Dissent and Occasional Conformity, 1855.
- Spiritual Destitution at Home, Oxford, 1860.
- Notes upon Subscription, Academical and Clerical, Oxford, 1864.
- Additional Notes on Subscription, &c., Oxford, 1866.
- The Pestilence in its Relation to Divine Providence and Prayer, Londra, 1867.

## Famiglia
Hawkins si sposò il 28 dicembre del 1828 con Mary Ann Buckle (morta il 14 gennaio 1892) che con un figlio e una figlia gli sopravvissero. Due figlie e il suo figlio maggiore morirono prima di lui; l'ultimo morì nel 1862 all'età di 29 anni durante la missione universitaria nel Centro Africa.